# شركة المصافي العربية السعودية
شركة المصافي العربية السعودية هي شركة مساهمة سعودية، تأسست في الثالث عشر من يوليو عام 1960، برأس مال يبلغ مئة وخمسين مليون ريال سعودي، تقوم الشركة بكافة الأعمال البترولية ويتمثل في شراء ونقل وتصفية وبيع واستيراد وتصدير وتوزيع البترول بما في ذلك النفط الخام والمنتوجات البترولية.

## شركات تابعة
شركات تابعة أو تساهم فيها شركة المصافي العربية السعودية:
- الشركة العربية للسلفونات المحدودة .
- الشركة العربية للصهاريج المحدودة .
- شركة مصفاة جده للبترول .
- بنك الرياض .
- المجموعة السعودية للاستثمار الصناعي .
- شركة اسمنت تبوك .